# Château de Beaujeu (Romans)
Pour les articles homonymes, voir Château de Beaujeu.
Le château de Beaujeu  est situé sur la commune de Romans, en France.

## Localisation
Le château est situé dans le département de l'Ain sur la commune de Romans, en région Auvergne-Rhône-Alpes. 

## Description
Le château de Beaujeu est plutôt une grosse maison bourgeoise, visible  de  la route départemental 17. Une ferme est attenante à la grosse bâtisse. On y accède par une belle allée bordée d'arbres.            

## Historique
Les deux tours datent du début du XXe siècle.